# Heterosis
Heterosis o heterocigosis es un término utilizado en genética para la crianza y mejoramiento selectivo. También conocida como vigor híbrido o ventaja del heterocigoto, describe la mayor fortaleza de diferentes características en los mestizos (heterocigotos); la posibilidad de obtener mejores individuos por la combinación de virtudes de sus padres, mediante la exogamia.
La heterosis es resultado opuesto al proceso de endogamia, donde se da la homocigosis. Aunque se cree que la heterosis es la acción de muchos genes de pequeño efecto, la depresión homocigótica es por acción de pocos genes de gran efecto.
El término ofrece controversia, particularmente en el mejoramiento selectivo del animal doméstico, porque se prejuzga que todos los híbridos de plantas o animales son mejores que sus padres; y no es necesariamente verdad.  Cuando un híbrido es superior a sus progenitores se habla de "vigor híbrido".
Puede pasar que el híbrido herede tales taras de sus padres que lo hagan directamente inviable para nacer. Esta es una posibilidad extrema de la "carga alélica"; un ejemplo es el cruce de especímenes de pez silvestre y de acuario, que han sufrido adaptaciones incompatibles.

## Base genética de la heterosis

Base genética de la heterosis.
Genes deletéreos recesivos rechazan la hipótesis. Escenario A.
Menos genes están subexpresados en el homocigosis individual. Así, la expresión génica en la descendencia es igual a la expresión del mejor padre.
Hipótesis de sobredominancia. Escenario B.
Sobreexpresión de ciertos genes en el homocigosis.
(El tamaño del círculo da el nivel de expresión del gen A)

Dos hipótesis lideran la explicación de la base genética de la mejora en la aptitud por heterosis.
La hipótesis de sobredominancia implica que la combinación de alelos divergentes en un particular locus  resultará en una aptitud mayor en el heterocigoto que en el homocigoto. Consideremos, por ejemplo, la herencia de la resistencia parásita controlada por el gen A, con dos alelos "A" y "a". El individuo heterocigoto individual será capaz de expresar un rango de resistencia parásita más amplio, por lo que resistirá a más parásitos. El individuo homocigoto, por otro lado, solo expresará un alelo del gen A (tanto A o a) y por consiguiente no resistirá tantos parásitos como el heterocigoto.
La segunda hipótesis involucra aversión de genes deletéreos recesivos (llamada también hipótesis general de dominancia), tal que los individuos heterocigotos expresarán menos alelos deletéreos recesivos que su ascendencia homocigota.
Las dos hipótesis tienen diferentes consecuencias en el perfil de expresión de genes de los individuos. Si la sobredominancia es la causa principal de las ventajas en aptitud de la heterosis, luego debería haber una sobreexpresión de ciertos genes en la descendencia heterocigota comparada con sus padres homocigotos. Por otro lado, si la causa es la aversión de genes deletéreos recesivos, luego habría menos genes que están subexpresados en la descendencia heterocigota, comparada con sus padres. Como resultado, para cualquier gen, la expresión debería ser comparable a la observada en el mejor de los dos padres.

## Heterosis en híbridos de maíz
La mayoría del maíz producido a nivel mundial es "maíz híbrido". Esos híbridos superan sustancialmente a los cultivares naturales y responden mejor al riego, a la fertilización, etc.
La heterosis en maíz fue demostrada a principios del siglo XX por George H. Shull y Edward M. East, quienes descubrieron que el cruce de líneas homocigotas hechas de un "dentado sureño" y un "flint norteño", respectivamente, daban fuerte heterosis e incremento de rendimiento ante los cultivares convencionales de esa era. Sin embargo, para esa época tales híbridos no eran económicamente factibles en gran escala para su uso masivo. Donald F. Jones de la Estación Experimental Agropecuaria de Connecticut, en New Haven inventó el primer método práctico de producir híbridos de maíz a gran escala en 1914-1917. Su método producía un híbrido de doble cruzamiento, que requería dos etapas de cruzamientos desde cuatro líneas endocriadas distintas. Trabajos posteriores produjeron líneas endocriadas con suficiente vigor como para la producción práctica de un híbrido comercial en una sola etapa: los híbridos simples (de un solo cruzamiento).  Los híbridos simples vienen de solo dos líneas endocriadas paternas originales, y generalmente son más vigorosos y uniformes que los "primitivos" híbridos dobles.

## Heterosis en ganadería
Se produce heterosis o vigor híbrido cuando el promedio de la generación obtenida por cruzamiento es superior en un determinado carácter o en varios caracteres, al promedio de las poblaciones paternas. El porcentaje de superioridad en la descendencia con respecto al promedio de los padres se utiliza para determinar el grado de heterosis.
El vigor híbrido ha sido muy codiciado siempre por los ganaderos tanto por la mayor ganancia de peso que se obtiene, como por la uniformidad de los individuos. Debido a que existe una relación inversamente proporcional entre el grado de parentesco entre líneas o razas, y el vigor híbrido, cuanto menor sea el parentesco entre líneas o razas, o más alejadas por origen, sean las razas tanto mayor será el vigor híbrido, de esta manera, el grado de heterosis en ganancia de peso es mayor en los cruzamientos (http://ruvid.org/wordpress/?p=14081). Existen varios modelos usados en ganadería para calcular los efectos de heterosis y complementariedad. Entre ellos están los modelos Kinghorn, Mather y Jinks, Jakubec, Koch, etc. todos ellos mencionados y explicados en Wolf et al. (1995). Por su parte, Dickerson formuló en 1969 un modelo más reducido que permite predecir los efectos de la heterosis junto con los de complementariedad. Existen multitud de estudios en que se utiliza este modelo para calcular el efecto de la heterosis en todas las especies ganaderas.

## Heterosis en el ser humano
A partir del análisis genético, se ha descubierto que en la genealogía humana, además de haberse producido una introgresión en varias ocasiones (Ejemplo de ello, el cromosoma Y actual más antiguo (cromosoma-Y A00), el cual se remontaría hasta los humanos arcaicos (hace unos 340.000 años aproximadamente)), también se produjo hibridación con otras especies homínidas más antiguas, tales como el Homo neanderthalensis (de un 1% a un 4% de genes neandertales por persona, y de un 20% en su sumatoria del porcentaje total de genes dentro del genoma de la población actual, principalmente en Europa); e igualmente se habría producido hibridación con el homínido de Denisova (la población local que vive actualmente en Papúa Nueva Guinea, en el Sudeste Asiático, le debe al menos el 3 % de su genoma por persona a los homínidos de Denisova).
Esta hibridación habría traído como consecuencia que en la heterosis humana producida naturalmente, para el caso del genoma neandertal heredado al ser humano actual, se produjera una mejora mediante genes implicados en las adaptaciones ambientales a climas más fríos (como algunos fenotipos de la piel); pero también trajo consigo desventajas, como el haber heredado genes que están implicados en enfermedades como la diabetes tipo 2, la enfermedad de Crohn, el lupus y la cirrosis biliar.